# Feihyla palpebralis
Feihyla palpebralis är en groddjursart som först beskrevs av Smith 1924.  Feihyla palpebralis ingår i släktet Feihyla och familjen trädgrodor. IUCN kategoriserar arten globalt som nära hotad. Inga underarter finns listade i Catalogue of Life.